# Влайкович, Радован
Ра́дован Влайко́вич (серб. Radovan Vlajković; 18 ноября 1922, Буджановцы — 12 ноября 2001, Нови-Сад) — югославский сербский политический деятель, председатель Президиума СФРЮ в 1985—1986 годах.

## Биография
Окончил среднюю школу. До войны работал кожевником. В партизанском движении с 1941 года. В годы Второй мировой был одним из лидеров партизан в Среме и Банате, секретарём районного и окружного комитетов Союза коммунистической молодёжи Югославии, членом районного и окружного комитетов коммунистической партии (член коммунистической партии (позже – Союза коммунистов) Югославии с 1943 года).
После освобождения страны занимал посты:
- Секретарь райкома коммунистической партии Сербии в Панчево
- Политический секретарь Сребреницы и муниципального комитета в Панчево
- Член краевого комитета компартии Сербии по Воеводине; секретарь городского и окружного комитет компартии в Сребренице и Нови-Саде; член Центрального комитета Союза коммунистов Сербии; президент Федерации профсоюзов Югославии в Воеводине и член Центрального совета Федерации профсоюзов, член ЦК СКЮ
- 18 июля 1963 — 20 апреля 1967 года — Председатель народной Скупщины (парламента) Автономного Социалистического Края Воеводина.
- В 1967—1974 гг. — председатель комитета по вопросам сельского хозяйства Союзного веча Скупщины СФРЮ (правительства Югославии).
- В октябре 1974 — ноябре 1981 года — председатель Президиума Воеводины, член Президиума Социалистической республики Сербии[1].
- С 1978 года — член Президиума ЦК СКЮ
- В 1981—1989 гг. — член Президиума Социалистической Федеративной Республики Югославии, с 15 мая 1984 года — заместитель председателя Президиума СФРЮ
- 15 мая 1985 — 15 мая 1986 года — председатель Президиума СФРЮ.